# Lynx (navegador)
Lynx es un navegador web y cliente de gopher en modo texto.

## Características

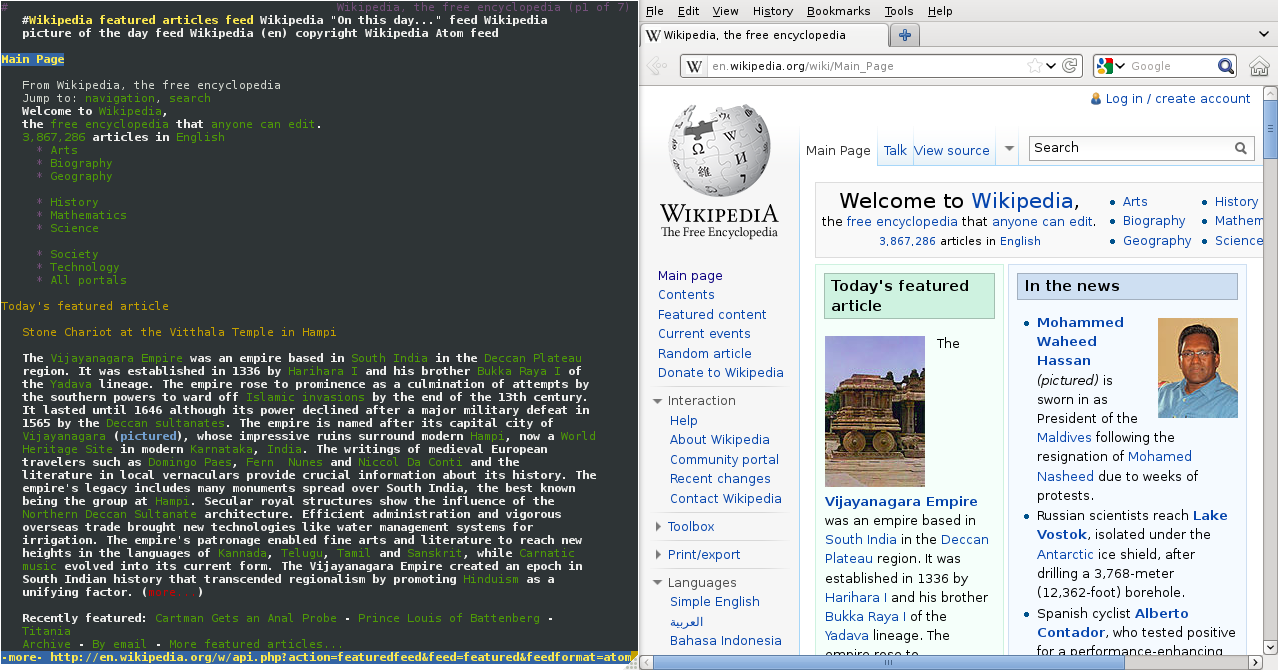
Lynx y Firefox muestran la misma versión de la página principal de la Wikipedia

Lynx es usado en terminales de cursor direccionable y celdas de caracteres, o emuladores de terminal (incluyendo terminales VT100 y paquetes de software para computadoras de escritorio que emulan terminales VT100, como Kermit o Procomm). Originalmente fue desarrollado para UNIX y VMS y aún hoy se distribuye con varias distribuciones de Linux. Oficialmente existen versiones para Microsoft Windows (Windows 95 y posteriores), DOS, OS/2 y FreeBSD, AmigaOS, Atari TOS, BeOS entre otros tantos. Las versiones para Mac OS X son provistas por OSXGNU.
Su simplicidad facilita que un lector de pantalla trabaje sobre este navegador, lo que lo convirtió en una opción para usuarios con problemas de visión. Lynx también se usa para comprobar la usabilidad de un sitio web en navegadores web antiguos.
Para navegar con Lynx se puede seleccionar un hiperenlace con las teclas de dirección o, activando una opción para numerar los enlaces, ingresando el número de cada enlace. Las versiones actuales tiene soporte para varias características de HTML. Incluye soporte para marcadores, cookies. El contenido de las tablas es mostrado en varias líneas de texto, donde el final de cada fila de la tabla se representa con un salto de línea. Los frames son identificados por un nombre y se navegan como si fueran páginas independientes. Lynx puede mostrar archivos locales e incluye soporte para los protocolos Gopher, FTP, WAIS, NNTP, Finger, o servidores cso/ph/qi, y servicios accesibles a través de conexiones a cuentas telnet, TN3270 o rlogin.

## Historia
El desarrollo de Lynx comenzó entre julio y octubre de 1992 por Michael Grobe, Charles Rezac y Lou Montulli, en el Distributed Computing Group, dentro de Academic Computing Services de la Universidad de Kansas. El propósito original de Lynx era ser un navegador para distribuir información del campus, como parte del Campus-Wide Information Server.
Lou Montulli modificó el programa para que pudiera conectarse a Internet y lanzó la versión 2.0 en marzo de 1993.
Gareth Blythe, desarrollador de DosLynx, se unió luego al proyecto Lynx.
En 1994, Lou Montulli y Gareth Blythe abandonan el proyecto para ocupar cargos en Netscape Communications Corporation.
La Universidad de Kansas se ocupó del desarrollo y distribución de Lynx hasta la versión 2.4.2.
Por las dificultades que se fueron encontrando en el desarrollo del programa, Lynx fue liberado bajo licencia GNU GPL alrededor de 1996, manteniendo la Universidad de Kansas el copyright.
Actualmente Lynx se mantiene gracias a desarrolladores independientes coordinados en una lista de correo por Thomas Dickey (quien se unió al proyecto en 1998 con el lanzamiento de la versión 2.8).